# Jeļena Ostapenko
Jeļena Ostapenko (Riga, 8 de junio de 1997) es una tenista profesional letona, ganadora de siete títulos en individuales (incluido un título de Grand Slam) y siete títulos en dobles en el WTA Tour, además de siete títulos en individuales y ocho en dobles en el ITF Tour. El 19 de marzo de 2018, alcanzó su ranking más alto a nivel individual, al ocupar el puesto número 5 del mundo.
En julio de 2014, ganó Wimbledon en la modalidad individual de junior femenino, convirtiéndose en el primer tenista letón, hombre o mujer, en ganar un Grand Slam en cualquiera de sus categorías individuales, y en el segundo tenista combinando también la modalidad de dobles y dobles mixtos (después de Larisa Neiland).
En junio de 2017, ganó su primer título de Grand Slam y primero de su carrera en Roland Garros. Con este triunfo, se convirtió en la primera campeona sin preclasificación en aquel torneo en más de 80 años, desde que lo hiciera la británica Margaret Scriven en la edición de 1933 y la primera campeona sin preclasificación en un Grand Slam desde que Kim Clijsters lo hiciera por medio de una invitación en el Abierto de los Estados Unidos 2009. También, se convirtió en la tercera tenista en ganar su primer título exclusivamente en un Grand Slam en la Era Abierta (después de Christine O'Neil y Barbara Jordan, campeonas del Abierto de Australia 1978 y 1979 respectivamente) y el primer tenista, hombre o mujer, en hacerlo desde Gustavo Kuerten en Roland Garros 1997.

## Primeros años
Jeļena Ostapenko nació el 8 de junio de 1997, en la ciudad de Riga, Letonia, hija del exjugador de fútbol Jevgenijs Ostapenko y de la entrenadora de tenis Jelena Jakovleva. Su padre jugó profesionalmente en el Metalurg Zaporizhia de la Liga Premier de Ucrania, en la ciudad de Zaporiyia. Ella fue introducida al tenis por su madre a la edad de 5 años, donde también practicaba la danza y en la cual llegó a competir en el Campeonato Nacional para Baile de Salón de Letonia. A los 12 años se decantó por el tenis, aprovechando sus dotes en la danza para su movilidad en la pista. Ella habla letón, ruso e inglés.

## Carrera tenística

### Junior (2010-2014)
Ostapenko debutó en el circuito junior de la ITF jugando en el Education Cup 2010, en la ciudad de Jūrmala de su natal Letonia. Ganó el torneo sin ceder un solo set. En el transcurso de su etapa junior, ganó nueve torneos en sus distintas categorías, entre los que se destacan el famoso Eddie Herr International del año 2013, donde derrotó a la egipcia Sandra Samir por 6-1, 3-6 y 6-3 en la final, el Nike Junior International de 2014, donde derrotó a Kristína Schmiedlová por 6-2 y 6-3 y Wimbledon 2014 en su categoría de individual junior femenino, donde volvió a derrotar a Kristína Schmiedlová en la final, por 2-6, 6-3 y 6-0, resultado que la catapultó al número 2 del mundo de la categoría. Su último torneo fue el Abierto de los Estados Unidos junior de 2014, donde perdió en segunda ronda.

### Profesional

#### 2012-2014: Primeros pasos
Jeļena debutó profesionalmente en febrero de 2012, al jugar en el torneo ITF $10.000 de Tallin, en la capital de Estonia. En aquel torneo, llegó hasta segunda ronda, donde se tuvo que retirar cuando caía 0-5 en el primer set ante Indy de Vroome. En aquella temporada, ganó un título en individuales, en el ITF $10.000 de Estocolmo 2 y uno en dobles, en el ITF $10.000 de Estocolmo 1. Además, hizo su primera incursión en el cuadro de clasificación de un torneo WTA, al recibir una invitación para disputar el torneo de Moscú, de categoría Premier, donde cayó en primera ronda de la clasificación ante Olga Puchkova, por 4-6 y 1-6.
En la temporada 2013, empezó ganando el título tanto en individuales como en dobles en el ITF $10.000 de Helsingborg. Posteriormente, ganó dos torneos ITF $25.000 en dobles, primero en marzo en el ITF $25.000 de Tallin y luego en julio, en el ITF $25.000 de Imola, en Italia. En abril, debutó con el equipo de Letonia en la Fed Cup, el cual se hallaba en la Zona Europa/África II. Jugó individuales y dobles frente a Finlandia, Túnez y en los playoff de ascenso ante Montenegro, además de jugar individuales frente a Estonia. Ganó todos sus partidos, a excepción del correspondiente al dobles frente a Túnez. Con la victoria ante Montenegro, ayudó a Letonia a ascender a la Zona Europa/África I. Cerró el año ganando el título de individuales y dobles en el ITF $10.000 de Helsinki.
Ostapenko ganó la mayoría de sus títulos ITF en individuales el año 2014, cuando se alzó con tres de cinco títulos disputados en Pula, Italia, correspondientes a la categoría ITF $10.000, concretamente los torneos de Pula 5, 7 y 8, además de llevarse el título en dobles en los torneos de Pula 5 y 7. Aquellos torneos fueron los últimos que disputó en aquella categoría, ya que posteriormente, disputó partidos de categorías más importantes. Volvió a jugar por Letonia en la Fed Cup, donde perdió todos sus partidos individuales y ganó dos de tres partidos de dobles en la fase de grupos de la Zona Europa/África I, quedando últimas en su grupo. Jugando el repechaje por el descenso, ganó su partido de individuales frente a Eslovenia, ayudando a Letonia a asegurar su permanencia en la zona. En septiembre del mismo año, hizo su debut en el cuadro principal de un torneo WTA, cuando recibió una invitación para disputar el torneo de Tashkent, de categoría International. En primera ronda, venció a Shahar Pe'er, ex número 11 del mundo, por 6-3 y 7-5, consiguiendo su primera victoria en el circuito WTA. En el siguiente partido, cayó ante Ksenia Pervak por 2-6 y 6-7 (3). En noviembre, jugó la final del ITF $25.000 de Zawada, en la ciudad polaca de Opole, donde cayó ante Océane Dodin en sets corridos.

#### 2015: Debut en el Top 100 y primera final WTA
Jeļena empezó el año 2015 ganando un título de dobles en el ITF $25.000 de Andrézieux-Bouthéon, en Francia. En febrero, participó con Letonia en la Fed Cup por tercer año consecutivo. En la fase de grupos de la Zona Europa/África I, jugó todos los partidos de individuales y de dobles, donde ganó un partido en cada modalidad y perdió dos de la misma forma. Al igual que la temporada pasada, Letonia quedó última en su grupo, perdiendo todas sus series. En el repechaje por el descenso, ganó tanto su partido de individuales como de dobles frente a Austria, asegurando la permanencia en la zona por segundo año consecutivo.

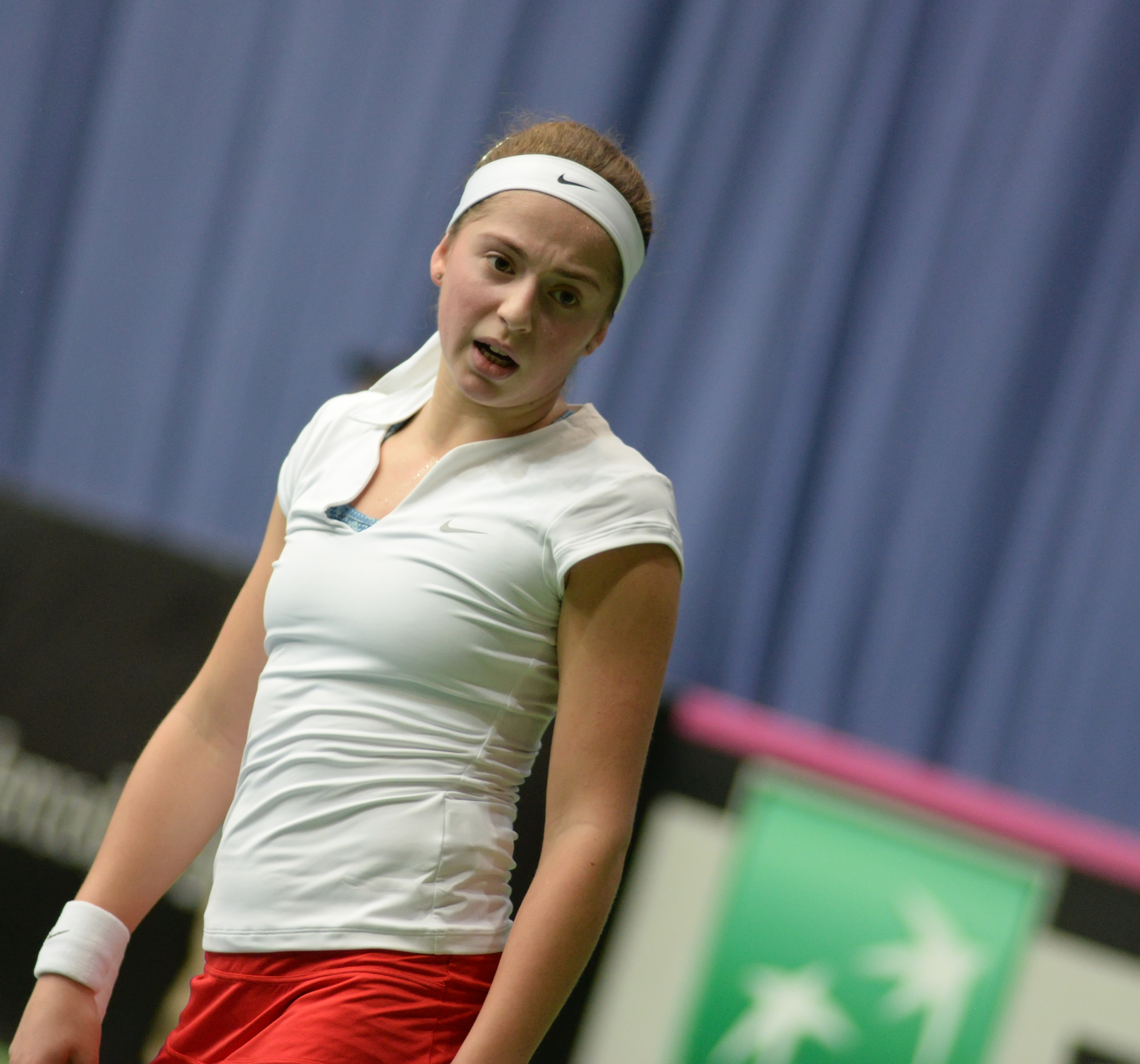
Ostapenko en la Fed Cup 2015.

Solo un par de semanas después, ganó el torneo de San Petersburgo, en aquel momento, torneo de categoría ITF $50.000, siendo su título más importante hasta el momento. En aquella cita, encadenó 8 triunfos seguidos y, proviniendo desde la fase de clasificación, ganó el torneo. Un mes después, disputó el ITF $50.000 de Quanzhou, en el cual obtuvo su primera victoria ante una jugadora Top 100, al vencer en segunda ronda a Wang Qiang, clasificada en el puesto 94 en ese entonces. Llegó a la final del torneo, donde cayó ante Yelizaveta Kulichkova por 1-6, 7-5 y 5-7.
En la temporada de tierra batida, jugó la fase de clasificación del torneo de Praga, perdiendo en la última ronda y en el ITF $100.000 de Trnava, en Eslovaquia, donde por primera vez encadenó dos victorias ante jugadoras Top 100 (Yanina Wickmayer y la primera preclasificada del torneo, la checa Tereza Smitková), antes de caer en semifinales contra Danka Kovinic en tres sets. En mayo, participó por primera vez en un Gran Slam, jugando la fase de clasificación de Roland Garros, donde cayó ante la rusa Vera Dushevina en primera ronda.
En la gira de hierba, jugó la fase clasificatoria del torneo de 's-Hertogenbosch, donde cayó en la última ronda. Posteriormente, jugaría un torneo ITF $50.000 en Ilkley, Gran Bretaña, cayendo en segunda ronda, antes de jugar en Wimbledon. Allí y por medio de una invitación, entró directamente al cuadro principal de un Grand Slam. Debutando en primera ronda ante Carla Suárez Navarro, número 9 del mundo en ese entonces, obtuvo una sólida victoria, al imponerse por 6-2 y 6-0 en tan solo 53 minutos, obteniendo así su primera victoria ante una tenista Top 10. Sin embargo, cayó en segunda ronda, ante la francesa Kristina Mladenovic por 4-6 y 5-7.
En el mes de julio, jugó el torneo de Estambul, donde sorteó la fase de clasificación, pero cayó en primera ronda del cuadro principal. A la semana siguiente, disputó el ITF $75.000 de Sobota, en Polonia, donde llegó a la final tanto en individuales como en dobles, perdiendo ambas instancias. Luego disputó el ITF $100.000 de Vancouver, Canadá, cayendo en segunda ronda, lo que supuso el último torneo de categoría ITF que ha disputado hasta la fecha. Ya en agosto, disputó el Abierto de los Estados Unidos, en el cual accedió a su segundo cuadro principal, después de sortear la fase de clasificación. En primera ronda, venció a Annika Beck en tres sets, aunque cayó en la siguiente ronda ante Sara Errani.
En la recta final de la temporada, disputó el torneo de Quebec, de categoría International, una semana después del Abierto de los Estados Unidos. Allí, llegó hasta la final, siendo esta su primera instancia decisiva en un torneo de la WTA. En el partido de definición, cayó ante Annika Beck, solo dos semanas después de su último enfrentamiento, por un doble 2-6, quedándose sin el título. A pesar de caer en la final, Jeļena se aseguró entrar por primera vez dentro del Top 100 en el circuito femenino. Sus últimos torneos fueron en Tashkent, Linz y Moscú, entre los que obtuvo caídas en primera ronda y fase de clasificación.
Ostapenko terminó la temporada 2015 en el puesto número 79, su primera temporada dentro del Top 100, con su primera victoria ante una tenista Top 10 y habiendo disputado sus primeros cuadros principales en torneos de Grand Slam.

#### 2016: Primera final WTA Premier 5 y debut en el Top 50
En esta temporada, Jeļena comenzó jugando en Auckland. Llegó hasta segunda ronda, donde cayó ante Naomi Broady en un polémico partido. La británica acusó a Ostapenko de arrojar su raqueta a un recogepelotas de manera intencional, pidiendo que la descalificaran por aquel acto. Tanto el juez de silla como el supervisor del torneo, decidieron no descalificar a la letona. Al final, Jeļena desaprovechó una ventaja de 6-4, 5-2 y punto de partido, para terminar cayendo por 6-4, 6-7 (4) y 5-7. Posteriormente, jugó por primera vez el Abierto de Australia, donde cayó en primera ronda del torneo ante Su-Wei Hsieh en tres sets.

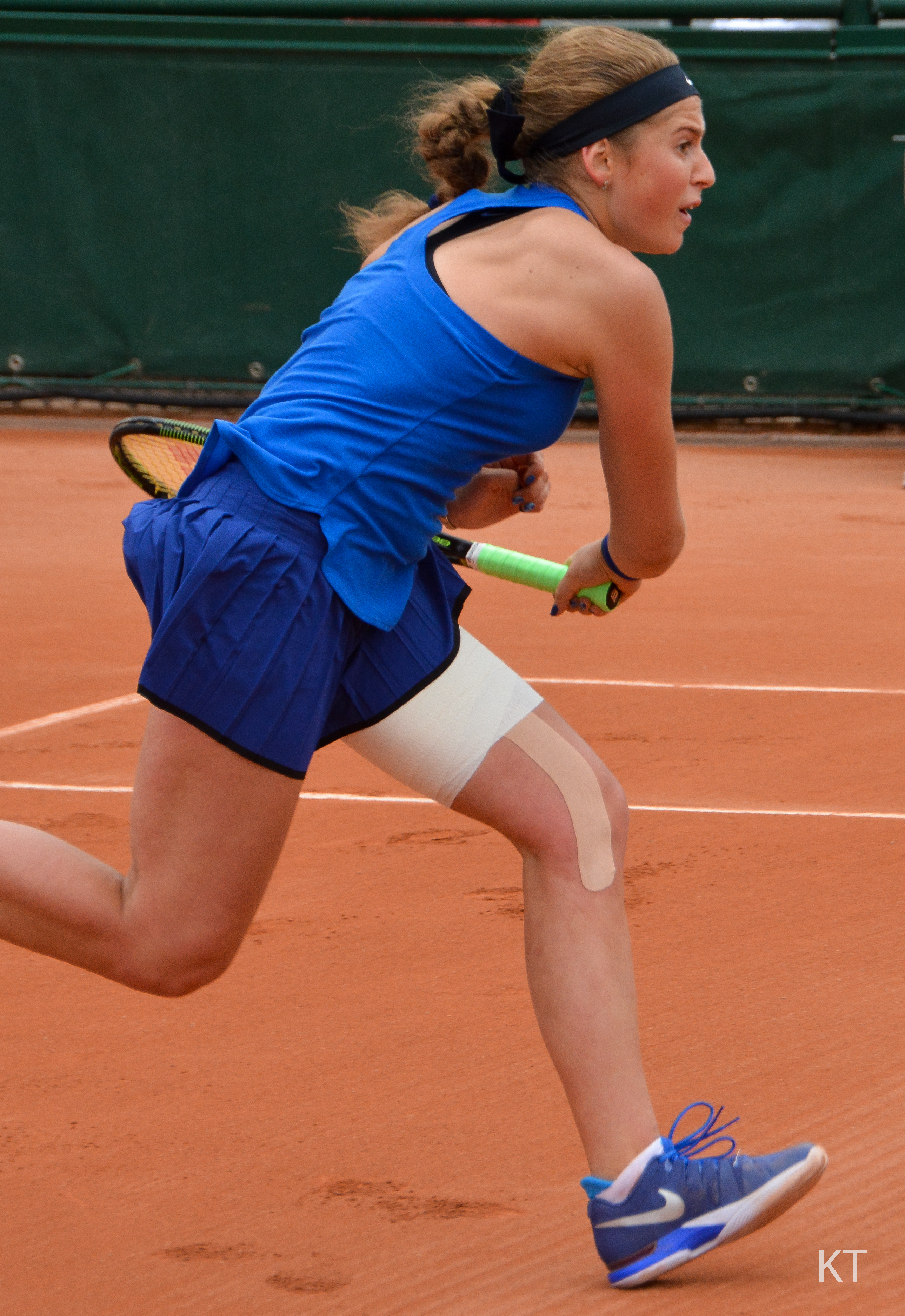
Jeļena Ostapenko en Roland Garros 2016.

En febrero, volvió a disputar la Fed Cup con su país, donde en la fase de grupos de su zona, jugó tres partidos de individuales, ganando uno y perdiendo dos, y dos partidos de dobles, ganando ambos. Quedaron terceras de su grupo, obteniendo la novena posición en la Zona Europa/África I. En el mismo mes, disputó el torneo de Doha, en Catar, que en aquel año, correspondía a la categoría WTA Premier 5. En un torneo sólido, llegó hasta la final, cediendo un solo set en el camino ante Petra Kvitová, número 8 del mundo en ese entonces, frente a la cual obtuvo su segunda victoria ante una Top 10. Sin embargo y a pesar de ganar el primer set, terminó perdiendo el título frente a Carla Suárez Navarro por 6-1, 4-6 y 4-6. Pese a caer en la definición, Jeļena entró por primera vez en el Top 50, situándose en el puesto número 41 y fue votada como el progreso del mes de febrero, en la página de la WTA.
Hasta mayo, sus resultados más destacados fueron las semifinales en el torneo de Katowice, donde cayó ante Camila Giorgi y la tercera ronda del WTA Premier 5 de Roma, donde cayó ante Garbiñe Muguruza, ambos torneos, en sets corridos. En Roland Garros, participó por primera vez como la número 32 y última preclasificada del cuadro principal. Sin embargo, cayó en primera ronda ante Naomi Osaka por 4-6 y 5-7.
En los meses de junio y julio, no tuvo resultados destacados. Cayó en segunda ronda en s-Hertogenbosch, en cuartos de final en Birmingham (donde volvió a vencer a Petra Kvitová) y en segunda ronda de Eastbourne, donde perdió ante la eventual campeona, la eslovaca Dominika Cibulková. En Wimbledon, obtuvo una opaca presentación, cayendo en primera ronda. Sin embargo, en la categoría de dobles mixto, llegó hasta semifinales, haciendo pareja con el austríaco Oliver Marach, instancia en la que cayeron en dos sets ante Henri Kontinen y Heather Watson, eventuales campeones del Grand Slam británico.
Hasta fin de año, sus resultados siguieron siendo deslucidos, cayendo en cuartos de final del torneo de Florianópolis y en la primera ronda de los Juegos Olímpicos de Río de Janeiro. En el Abierto de los Estados Unidos, cayó en primera ronda ante Petra Kvitová y posteriormente, llegó hasta final de año encadenando cuatro torneos seguidos cayendo en aquella instancia.
Ostapenko terminó una temporada por primera vez en el Top 50, concretamente en el puesto número 44 del ranking WTA.

#### 2017: Consolidación, título en Roland Garros y debut en el Top 10
Jeļena, al igual que en 2016, empezó su temporada en el torneo de Auckland. En comparación al año pasado, empezó la temporada de manera sólida, llegando hasta semifinales. En aquella instancia, se tuvo que retirar en el tercer set de su partido ante Lauren Davis, por una fiebre que la aquejaba. Posteriormente, disputó el Abierto de Australia, en donde accedió hasta la tercera ronda. Allí, desperdició una gran oportunidad sobre la número 5 del mundo, la checa Karolína Plíšková. Llegando a estar 6-4, 0-6 y 5-2, tuvo dos turnos de saque para cerrar el partido, pero no concretó ninguno. Al final, Ostapenko perdió el tercer set por 8-10.
La semana siguiente al torneo australiano, disputó el torneo de San Petersburgo, catalogado aquel año en categoría Premier. En individuales cayó en primera ronda, sin embargo, disputando el dobles junto a Alicja Rosolska, ganaron el título, siendo su primer título WTA en cualquier modalidad. Participando en la Fed Cup, jugó cinco partidos, tres en individuales (en donde ganó dos) y dos en dobles (ganando ambos partidos). Letonia quedó segunda en su grupo, jugando posteriormente contra Hungría para determinar el séptimo lugar de la Zona Europa/África I, donde perdieron la serie. Luego obtuvo resultados irregulares, destacándose solo los cuartos de final en Acapulco, donde perdió ante Lesia Tsurenko, la eventual campeona del torneo.

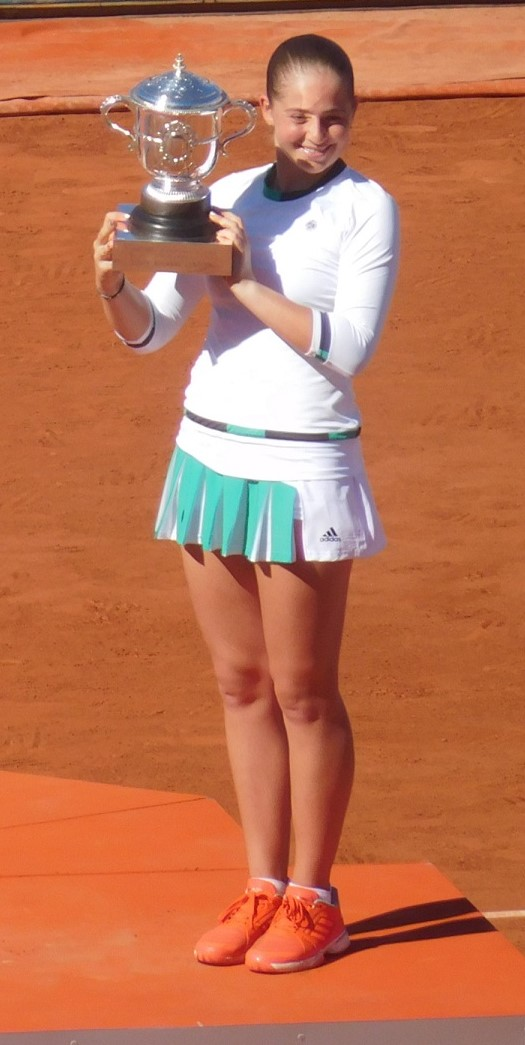
Ostapenko con el trofeo Suzanne Lenglen.

Ostapenko comenzó la gira de tierra batida disputando el torneo de Charleston. Allí, encadenó cinco victorias, incluida una sobre Caroline Wozniacki, para disputar su primera final de categoría Premier y tercera final de su carrera en individuales. Al igual que en sus finales anteriores, cedió el título, al caer por 3-6 y 1-6 ante Daria Kasátkina, en una de las finales de menor edad entre tenistas en los últimos años. Un par de semanas más tarde, disputó el torneo de Stuttgart, torneo de categoría Premier, jugado sobre tierra batida bajo techo. En dobles del torneo, ganó su segundo título en la modalidad y segundo de su carrera a nivel WTA, teniendo como pareja a Raquel Atawo. En la primera mitad del mes de mayo, tuvo resultados discretos, destacándose solo la semifinal del torneo de Praga, en donde volvió a vencer a Caroline Wozniacki.
Jeļena llegó a Roland Garros como número 47 del mundo. Allí, venció en el trayecto a Louisa Chirico, Mónica Puig, Lesia Tsurenko y a Samantha Stosur. En la instancia de las ocho mejores, venció por cuarta vez en su carrera, tercera consecutiva en dos meses y tercera en tierra batida, a Caroline Wozniacki, por 4-6, 6-2 y 6-2. En semifinales, se enfrentó a Timea Bacsinszky, semifinalista del torneo en 2015, a la que venció por 7-6 (4), 3-6 y 6-3, el día en que ambas tenistas cumplían años. Con la victoria, se convirtió en la primera tenista no preclasificada en jugar una final de Roland Garros desde Mima Jaušovec en 1983. En la final, enfrentó a la tenista número 4 del mundo, la rumana Simona Halep, que buscaba su primer título de Grand Slam y la primera posición del ranking. Ostapenko llegó a estar arriba en el marcador dos veces en el primer set, pero Halep se recuperó, ganando por 6-4. Posteriormente, la rumana llegó a estar 3-0 y ventaja en el segundo set, pero Jeļena recuperó terreno, ganando 6 de los siguientes 7 juegos, para ganar por 6-4 y llevar todo a un tercer set. Allí, Simona volvió a tener una ventaja de 3-1, pero Ostapenko, al igual que en el segundo set, levantó su juego, encadenó 5 juegos consecutivos y ganó su primer torneo en el Grand Slam parisino. Con su victoria, marcó uno de los más grandes hitos deportivos en la historia de Letonia, y se adjudicó varias marcas: se convirtió en la tenista más joven en ganar el torneo desde Iva Majoli en 1997, en la primera campeona sin preclasificación en ganar Roland Garros desde Margaret Scriven en 1933, en la tenista más joven en ganar un Grand Slam desde María Sharápova en el Abierto de los Estados Unidos 2006 y en el primer tenista, hombre o mujer, en ganar su primer título en un Grand Slam en 20 años, cuando Gustavo Kuerten, también sin ser preclasificado, ganó el primer título de su carrera en Roland Garros 1997, el mismo día en que Jeļena Ostapenko nació. Además, quedó a las puertas del Top 10, precisamente, en el puesto número 12 del mundo y fue votada como el progreso del mes de mayo en la página de la WTA.
Posteriormente a su victoria en el segundo Grand Slam del año, inició la gira de hierba jugando en Eastbourne, donde entró directamente en la segunda ronda. Allí, venció a Carla Suárez Navarro en tres sets. Sin embargo, en la siguiente ronda, cayó a manos de Johanna Konta, por 5-7, 6-3 y 4-6. A pesar de lo anterior, en Wimbledon, Ostapenko siguió extendiendo su racha en Grand Slams. Venciendo a Aliaksandra Sasnovich, Françoise Abanda, Camila Giorgi y a la número 5 del mundo, Elina Svitolina, llegó hasta cuartos de final. Allí, cayó ante la cinco veces campeona del Grand Slam londinense, Venus Williams, por 3-6 y 5-7, cortando una racha de 11 partidos sin perder en Grand Slam.
En la gira de pista dura americana, obtuvo resultados dispares. En el Premier 5 de Canadá, debutó ante Varvara Lepchenko, cayendo por 6-1, 6-7 (2) y 6-7 (5). En tanto, en el torneo de Cincinnati, de la misma categoría que el anterior, cayó sorpresivamente ante Aleksandra Krunić, proveniente de la clasificación, en sets consecutivos. Cerró su participación en Norteamérica accediendo hasta la tercera ronda del Abierto de los Estados Unidos, en donde se enfrentó ante Daria Kasátkina. En aquel partido, comenzó ganando 3-0 pero terminó perdiendo 12 de los siguientes 14 juegos y cayó por 3-6 y 2-6. A pesar de su caída, el resultado le permitió alcanzar por primera vez el Top 10, específicamente el décimo puesto de la clasificación mundial.
Continuó la temporada jugando la gira asiática, comenzando en el torneo de Seúl. Siendo la máxima preclasificada, llegó hasta la final, enfrentándose en esta instancia a la brasileña Beatriz Haddad Maia. Allí, se impuso por 6-7 (5), 6-1 y 6-4, ganando el segundo título de su carrera y del año. Posteriormente, disputó el torneo Premier 5 de Wuhan, en donde en instancias de cuartos de final, venció a Garbiñe Muguruza, derrotando por primera vez a una tenista número 1 del mundo en el momento de la victoria y donde finalmente, alcanzó las semifinales. Seguido, disputó el Premier Mandatory de Pekín, en donde comenzó en segunda ronda. En aquella instancia, venció a Samantha Stosur, victoria que le significó clasificar por primera vez al WTA Finals, conocido también como el "Masters Femenino", torneo que reúne a las mejores ocho tenistas de la temporada. Al igual que en Wuhan, terminó cayendo en semifinales de Pekín, en esta ocasión ante Simona Halep por 2-6 y 4-6, ayudando a catapultar a la rumana al número 1 del mundo.
Finalmente, disputó el WTA Finals en Singapur como la número 7 del mundo y la séptima preclasificada del torneo, siendo encuadrada en el Grupo Blanco junto a Garbiñe Muguruza, Venus Williams y Karolína Plíšková. En el primer partido del torneo, cayó ante Muguruza por 3-6 y 4-6. En el siguiente partido, cayó ajustadamente ante la mayor de las hermanas Williams, en uno de los considerados "mejores partidos del año", por un marcador de 5-7, 7-6 (3) y 5-7 lo que, sumado a otros resultados, produjo su eliminación del torneo. Cerró su participación frente a Plíšková, venciéndola por un contundente 6-3 y 6-1. A pesar de su victoria, por reglamento del WTA Finals, terminó última de su grupo.
Jeļena cerró la temporada por primera vez el Top 10, específicamente en el puesto número 7 del mundo, venciendo por primera vez a una tenista número 1 en ejercicio, ganando el primer título de su carrera, siendo este un título de Grand Slam y disputando por primera vez el WTA Finals. Además, fue premiada como la jugadora con mayor progreso de 2017 en la WTA.

#### 2018: campeona de dobles del Torneo de Doha, finalista de dobles del Masters de Roma y semifinalista de Wimbledon
En el Abierto de Australia pierde en tercera ronda ante Anett Kontaveit (3-6, 6-1, 3-6). 
Se proclama campeona de dobles del Torneo de Doha junto a Gabriela Dabrowski al imponerse en la final 3-6, 3-6 a María  José Martínez y Andreja Klepač. 
Es finalista del Masters de Miami perdiendo 7-6, 6-1 ante la estadounidense Sloane Stephens.
En el Masters de Roma es semifinalista de dobles junto a Sorana Cîrstea. En el cuadro individual pierde 6-7, 6-4, 7-5 ante María Sharápova. 
En Roland Garros pierde en primera ronda ante Kateryna Kozlova (5-7, 3-6). En dobles femeninos participa junto a Sorana Cîrstea perdiendo en primera ronda y en el cuadro de dobles mixtos compite con Maxim Mirny perdiendo también su primer partido. 
Alcanza los cuartos de final del Torneo de Eastbourne. En Wimbledon en semifinalistas perdiendo 3-6 3-6 ante Angelique Kerber. En las rondas previas vence a Katy Dunne (6-3, 7-6), Kirsten Flipkens (6-1, 6-3), Vitalia Diachenko (6-0, 6-4), Aliaksandra Sasnóvich (7-6, 6-0) y Dominika Cibulková (5-7, 4-6). 
En el Abierto de Estados Unidos gana en las dos primeras rondas a Andrea Petković (4-6, 6-4, 5-7) y Taylor Townsend (6-4, 3-6, 4-6). Pierde en tercera ronda 6-3, 6-2 frente a María Sharápova. 

#### 2019: finalista de Wimbledon en dobles mixtos, finalista de dobles femeninos del Torneo de Pekín y campeona del Torneo de Luxemburgo
En el Abierto de Australia pierde en primera ronda ante María Sákkari (6-1, 3-6, 6-2). En el cuadro de dobles juega junto a Sorana Cîrstea perdiendo en segunda ronda. 
Es semifinalista de dobles del Torneo de Doha junto a Veronika Kudermétova perdiendo 6-4, 7-6 frente a Chan Hao-ching y Chan Yung-jan. Alcanza los cuartos de final del cuadro de dobles en el Torneo de Dubái junto a Kateřina Siniaková. 
Es semifinalista en dobles junto a Gabriela Dabrowski en el Torneo de Stuttgart y también es semifinalista en la misma categoría del Masters de Madrid junto a Vera Zvonariova.
En Roland Garros cae en primera ronda ante Victoria Azárenka (4-6, 6-7). En dobles femeninos alcanza los cuartos de final junto a Liudmila Kichenok. 
Es semifinalista junto a Galina Voskobóyeva en el cuadro de dobles del Torneo de Birmingham. En Wimbledon pierde en primera ronda 6-2, 6-2 ante Su-Wei Hsieh. En el cuadro de dobles femeninos juega junto a Veronika Kudermétova perdiendo en primera ronda y en el cuadro de dobles mixtos es finalista junto al sueco Robert Lindstedt perdiendo la final 2-6, 3-6 ante Chan Yung-jan e Ivan Dodig.
Alcanza la final del cuadro de dobles junto a Galina Voskobóyeva del Torneo de Jurmala. En el Masters de Canadá pierde en octavos de final ante Marie Bouzková (6-2, 6-2). 
En el Abierto de Estados Unidos vence en primera ronda a Aleksandra Krunić (3-6, 6-7), en segunda a Alison Riske (6-4, 6-3) y pierde en tercera ronda ante Kristie Ahn (6-3, 7-5). En el cuadro de dobles femeninos alcanza los cuartos de final junto a Liudmila Kichenok.
Es finalista de dobles del Torneo de Pekín junto a Dayana Yastremska perdiendo la final 3-6, 7-6, 7-10 ante las estadounidenses Bethanie Mattek-Sands y Sofia Kenin.
Es finalista del Torneo de Linz perdiendo dicho partido 6-3, 1-6, 6-2 ante Coco Gauff. Se proclama campeona del Torneo de Luxemburgo al imponerse en la final 6-4, 6-1 a Julia Görges. 

#### 2020: finalista de dobles del Torneo de Doha y año marcado por la pandemia
En el Abierto de Australia gana en primera ronda a Liudmila Samsónova (1-6, 4-6) y pierde en segunda ante Belinda Bencic (7-5, 7-5). En el cuadro de dobles femeninos participa junto a Gabriela Dabrowski perdiendo en cuartos de final. En dobles mixtos compite junto a Leander Paes perdiendo en segunda ronda.
Es finalista de dobles del Torneo de Doha junto a Gabriela Dabrowski perdiendo la final 6-2, 5-7, 10-2 ante Su-Wei Hsieh y Barbora Strýcová. Es semifinalista de dobles del Torneo de Estrasburgo junto a Gabriela Dabrowski. 
En Roland Garros vence en primera ronda a Madison Brengle (6-2, 6-1), en segunda a Karolína Plisková (6-4, 6-2) y pierde en tercera ronda ante Paula Badosa (6-4, 6-3). En el cuadro de dobles femeninos alcanza la tercera ronda junto a Gabriela Dabrowski. 

#### 2021: finalista de dobles en el Masters de Madrid, campeona del Torneo de Eastbourne y del Torneo de Moscú
Empieza la temporada en el Abierto de Australia perdiendo en primera ronda ante Karolína Muchová (7-5, 6-2). En el cuadro de dobles femeninos participa con Liudmila Kichenok alcanzando la tercera ronda y en el cuadro de dobles mixtos lo hace con Matwé Middelkoop perdiendo en su primer partido.
Es finalista de dobles del Torneo de Doha junto a Monica Niculescu. Es finalista del Masters de Madrid en el cuadro de dobles junto a Anastasía Pavliuchénkova perdiendo ante Demi Schuurs y Gabriela Dabrowski (7-5, 4-6, 6-10).
En Roland Garros pierde en primera ronda 6-4, 4-6, 6-3 ante Sofia Kenin. En dobles femeninos alcanza la tercera ronda junto a Monica Niculescu.
Se proclama vencedora del Torneo de Eastbourne imponiéndose en la final 3-6 3-6 a Anett Kontaveit. 
En Wimbledon gana en primera ronda a Leylah Fernandez (1-6, 2-6) y pierde en segunda ante Daria Kasátkina (1-6, 6-3, 6-8). 
Es finalista del Torneo de Luxemburgo perdiendo 3-6, 6-4, 4-6 ante Clara Tauson. Es semifinalista del Masters de Indian Wells en dos categorías: individuales y dobles. En individuales pierde 3-6, 6-3, 7-5 ante Victoria Azárenka, en dobles juega con Liudmila Kichenok perdiendo 4-6, 3-6 ante Veronika Kudermétova y Yelena Rybákina.  
Junto a Kateřina Siniaková ganan el Torneo de Moscú al vencer 2-6, 6-4, 8-10 a Nadia Kichenok e Ioana Raluca Olaru. 

#### 2022: campeona del Torneo de Dubái, semifinalista de Roland Garros y Wimbledon en dobles, campeona de dobles del Masters de Cincinnati y clasificada para las WTA Finals.
En el Abierto de Australia gana las dos primeras rondas a Anna Karolína Schmiedlová (7-6, 4-6, 1-6) y a Alison Riske (6-4, 2-6, 4-6). Pierde en tercera ronda ante Barbora Krejčíková (2-6, 6-4, 6-4). En la categoría de dobles femenino participa con Liudmila Kichenok perdiendo en segunda ronda. 
Es semifinalista del Torneo de San Petersburgo perdiendo 3-6, 4-6 ante Anett Kontaveit. Disputa dos finales en el Torneo de Dubái: la individual y la de dobles. En el partido individual se enfrenta a Veronika Kudermétova venciendo 6-0, 6-4. En dobles juega junto a Liudmila Kichenok y pierden 1-6, 3-6 ante Veronika Kudermétova y Elise Mertens. 
Es semifinalista del Torneo de Doha perdiendo 6-1, 6-4 ante Anett Kontaveit. También es semifinalista de dobles en el Masters de Madrid junto a Liudmila Kichenok.
En Roland Garros gana en primera ronda a Lucia Bronzetti (1-6, 4-6) y en segunda pierde ante Alizé Cornet (6-0, 1-6, 6-3). Es semifinalista en dobles junto a Liudmila Kichenok perdiendo 6-2, 4-6, 2-6 ante Caroline Garcia y Kristina Mladenovic. 
Es campeona de dobles, de nuevo con Liudmila Kichenok, del Torneo de Birmingham. En el Torneo de Eastbourne es finalista tanto en individuales como en dobles. 
En Wimbledon gana las tres primeras rondas a Océane Dodin (4-6, 4-6), Yanina Wickmayer (2-6 2-6) e Irina-Camelia Begu (6-3, 1-6, 1-6), pierde en octavos de final ante Tatjana Maria (5-7, 7-5, 7-5). En el cuadro de dobles femeninos es semifinalista junto a Liudmila Kichenok perdiendo 2-6 2-6 ante Kateřina Siniaková y Barbora Krejčíková. En dobles mixtos juega con Robert Farah alcanzado los cuartos de final. 
Se proclama campeona del Masters de Cincinnati en dobles junto a Liudmila Kichenok al imponerse 7-6, 6-3 a Nicole Melicharn y Ellen Perez. 
En el Abierto de Estados Unidos pierde 6-3, 3-6, 6-4 en primera ronda frente a Zheng Qinwen. En dobles femeninos alcanza los octavos de final junto a Liudmila Kichenok y en dobles mixtos los cuartos de final junto a David Vega Hernández. 
Es finalista del Torneo de Seúl perdiendo 6-7, 0-6 ante Yekaterina Aleksándrova. 
Finaliza la temporada disputando las WTA Finals en Fort Worth al clasificarse en la modalidad de dobles junto a Liudmila Kichenok . En la fase de grupos pierden 3-6, 6-1, 10-6 ante Veronika Kudermétova y Elise Mertens y 7-6, 2-6, 12-10 ante Gabriela Dabrowski y Giuliana Olmos. Vencen 6-7, 6-4, 10-8 a Beatriz Haddad Maia y Anna Danilina. En semifinales caen 7-6, 6-2 frente a Barbora Krejčíková y Kateřina Siniaková.

#### 2023: semifinalista del Masters de Roma y campeona del Torneo de Birmingham
Es semifinalista de dobles junto a Liudmila Kichenok en el Torneo de Adelaida I y en el Torneo de Adelaida II. 
En el Abierto de Australia vence a Dayana Yastremska (4-6, 2-6) en primera ronda, a Anna Bondár (6-7, 7-5, 0-6) en segunda ronda; a Kateryna Kozlova (3-6, 0-6) en tercera ronda y a Coco Gauff (7-5, 6-3) en cuarta ronda. Pierde en cuartos de final 6-2, 6-4 contra Yelena Rybákina. En el cuadro de dobles femenino pierde en primera ronda junto a  Liudmila Kichenok y en el cuadro de dobles mixtos alcanza los cuartos de final con David Vega Hernández. 
Es finalista de dobles con su compañera habitual, Liudmila Kichenok, en el Torneo de Doha perdiendo 6-4, 2-6, 10-7 contra Jessica Pegula y Coco Gauff. En el Torneo de Dubái vuelven a ser semifinalistas. 
Es semifinalista del Masters de Roma perdiendo 6-2, 6-4 contra Yelena Rybákina. 
En Roland Garros gana en primera ronda a Tereza Martincová (6-3, 7-5) y pierde en segunda ante Peyton Stearns (3-6, 6-1, 2-6). En dobles femeninos pierden en segunda ronda y el dobles mixtos ella y David Vega Hernández se quedan en la primera ronda.
Es campeona del Torneo de Birmingham y semifinalista en dobles. En el Torneo de Eastbourne también es semifinalista en dobles. 
En Wimbledon gana en primera ronda a Greet Minnen (1-6, 2-6) y pierde en segunda ante Sorana Cîrstea (4-6, 7-6, 6-4). En la categoría de dobles femeninos pierde en primera ronda. 
En el Abierto de Estados Unidos vence en las tres primeras rondas a Jasmine Paolini (6-2, 4-6, 6-1), Elina Avanesian (6-3, 5-7, 7-5) y Bernarda Pera (4-6, 6-3, 6-3). En octavos de final gana a Iga Świątek (6-3, 3-6, 1-6) y en cuartos de final pierde contra Coco Gauff (0-6, 2-6). En dobles femeninos pierde en segunda ronda. 

#### 2024: finalista de dobles del Abierto de Australia, campeona del Torneo de Linz, campeona de dobles del Torneo de Eastbourne y del Abierto de Estados Unidos, clasificada para las WTA Finals
Es campeona de dobles junto a Liudmila Kichenok del Torneo de Brisbane y campeona individual del Torneo Internacional de Adelaida ganando en la final 6-3, 6-2 a Daria Kasátkina. 
En el Abierto de Australia es finalista en el cuadro de dobles junto a Kichenok perdiendo 1-6, 5-7 frente a Su-Wei Hsieh y Elise Mertens. En el cuadro individual vence en primera ronda a Kimberly Birrell (7-6, 6-1), en segunda a Ajla Tomljanović (6-0, 3-6, 6-4) y pierde en tercera contra Victoria Azárenka (1-6, 5-7). 
Se proclama campeona del Torneo de Linz.
En Roland Garros gana en primera ronda a Jaqueline Cristian (6-4, 7-5) y pierde en segunda ante Clara Tauson (6-7, 6-4, 3-6). En dobles femeninos pierde también en segunda ronda.
Liudmila Kichenok y ella son campeonas del Torneo de Eastbourne. 
En Wimbledon gana en las tres primeras rondas a Ajla Tomljanović (1-6, 2-6), Daria Snigur (3-6, 0-6) y a Bernarda Pera (1-6, 3-6). En octavos de final vence a Yúliya Putíntseva (2-6, 3-6) y pierde en cuartos de final contra Barbora Krejčíková (4-6, 6-7). En el cuadro de dobles femenino también alcanza los cuartos de final. 
Disputa los Juegos Olímpico de París perdiendo en primera ronda contra la colombiana Camila Osorio (4-6, 3-6). 
Junto a Liudmila Kichenok se proclama campeona del Abierto de Estados Unidos al imponerse 6-4, 6-3 a Zhang Shuai y Kristina Mladenovic. En el cuadro individual pierde en primera ronda contra Naomi Osaka (3-6, 2-6). 
Disputa las WTA Finals de Riad en la categoría de dobles junto a Liudmila Kichenok. No logran pasar de la fase de grupos al perder los tres partidos frente a KateřinaSiniaková y Taylor Townsend (6-3, 3-6, 9-11); Su-Wei Hsieh y Elise Mertens (1-6, 3-6); Ellen Perez y Nicole Melichar (1-6, 3-6).
Jelena termina la temporada clasificada en el ranking WTA como la número 15 en individuales y la número 6 en dobles. 

## Torneos individuales por años

#### 2025
| N.º | Fecha                   | Torneo   | Categoría | Superficie | Ronda |
| --- | ----------------------- | -------- | --------- | ---------- | ----- |
| 1   | 31 de diciembre de 2024 | Brisbane | WTA 500   | Dura       | R32   |

#### 2024
| N.º | Fecha                    | Torneo                    | Categoría        | Superficie    | Ronda |
| --- | ------------------------ | ------------------------- | ---------------- | ------------- | ----- |
| 1   | 5 de enero de 2024       | Brisbane                  | WTA 500          | Dura          | CF    |
| 2   | 13 de enero de 2024      | Adelaida                  | WTA 500          | Dura          | G     |
| 3   | 20 de enero de 2024      | Abierto de Australia      | Grand Slam       | Dura          | 3R    |
| 4   | 4 de febrero de 2024     | Linz                      | WTA 500          | Dura          | G     |
| 5   | 14 de febrero de 2024    | Doha                      | WTA 1000         | Dura          | OF    |
| 6   | 21 de febrero de 2024    | Dubái                     | WTA 1000         | Dura          | OF    |
| 7   | 8 de marzo de 2024       | Indian Wells              | WTA 1000         | Dura          | R64   |
| 8   | 24 de marzo de 2024      | Miami                     | WTA 1000         | Dura          | R32   |
| 9   | 16 de abril de 2024      | Stuttgart                 | WTA 500          | Tierra batida | R32   |
| 10  | 29 de abril de 2024      | Madrid                    | WTA 1000         | Tierra batida | OF    |
| 11  | 15 de mayo de 2024       | Roma                      | WTA 1000         | Tierra batida | CF    |
| 12  | 30 de mayo de 2024       | Roland Garros             | Grand Slam       | Tierra batida | 2R    |
| 13  | 17 de junio de 2024      | Birmingham                | WTA 250          | Hierba        | R32   |
| 14  | 26 de junio de 2024      | Eastbourne                | WTA 500          | Hierba        | OF    |
| 15  | 10 de julio de 2024      | Wimbledon                 | Grand Slam       | Hierba        | CF    |
| 16  | 28 de julio de 2024      | París                     | Juegos Olímpicos | Tierra batida | 1R    |
| 17  | 9 de agosto de 2024      | Toronto                   | WTA 1000         | Dura          | OF    |
| 18  | 15 de agosto de 2024     | Cincinnati                | WTA 1000         | Dura          | R32   |
| 19  | 27 de agosto de 2024     | Abierto de Estados Unidos | Grand Slam       | Dura          | 1R    |
| 20  | 13 de septiembre de 2024 | Guadalajara               | WTA 500          | Dura          | OF    |

#### 2023
| N.º | Fecha                    | Torneo                    | Categoría        | Superficie    | Ronda |
| --- | ------------------------ | ------------------------- | ---------------- | ------------- | ----- |
| 1   | 5 de enero de 2023       | Adelaida                  | WTA 500          | Dura          | OF    |
| 2   | 10 de enero de 2023      | Adelaida                  | WTA 500          | Dura          | R32   |
| 3   | 24 de enero de 2023      | Abierto de Australia      | Grand Slam       | Dura          | CF    |
| 4   | 8 de febrero de 2023     | Abu Dabi                  | WTA 500          | Dura          | OF    |
| 5   | 15 de febrero de 2023    | Doha                      | WTA 1000         | Dura          | OF    |
| 6   | 22 de febrero de 2023    | Dubái                     | WTA 1000         | Dura          | OF    |
| 7   | 13 de marzo de 2023      | Indian Wells              | WTA 1000         | Dura          | R32   |
| 8   | 27 de marzo de 2023      | Miami                     | WTA 1000         | Dura          | OF    |
| 9   | 19 de abril de 2023      | Stuttgart                 | WTA 500          | Tierra batida | OF    |
| 10  | 29 de abril de 2023      | Madrid                    | WTA 1000         | Tierra batida | R32   |
| 11  | 19 de mayo de 2023       | Roma                      | WTA 1000         | Tierra batida | SF    |
| 12  | 31 de mayo de 2023       | Roland Garros             | Grand Slam       | Tierra batida | 2R    |
| 13  | 25 de junio de 2023      | Birmingham                | WTA 250          | Hierba        | G     |
| 14  | 29 de junio de 2023      | Eastbourne                | WTA 500          | Hierba        | CF    |
| 15  | 6 de julio de 2023       | Wimbledon                 | Grand Slam       | Hierba        | 2R    |
| 16  | 8 de agosto de 2023      | Montreal                  | WTA 1000         | Dura          | R64   |
| 17  | 16 de agosto de 2023     | Cincinnati                | WTA 1000         | Dura          | R32   |
| 18  | 5 de septiembre de 2023  | Abierto de Estados Unidos | Grand Slam       | Dura          | CF    |
| 19  | 14 de septiembre de 2023 | San Diego                 | WTA 500          | Dura          | OF    |
| 20  | 20 de septiembre de 2023 | Guadalajara               | WTA 1000         | Dura          | OF    |
| 21  | 6 de octubre de 2023     | Pekín                     | WTA 1000         | Dura          | CF    |
| 22  | 10 de octubre de 2023    | Seúl                      | WTA 250          | Dura          | R32   |
| 23  | 27 de octubre de 2023    | Zhuhai                    | WTA Elite Trophy | Dura          | FG    |

#### 2022
| N.º | Fecha                    | Torneo                    | Categoría  | Superficie    | Ronda |
| --- | ------------------------ | ------------------------- | ---------- | ------------- | ----- |
| 1   | 10 de enero de 2022      | Sídney                    | WTA 500    | Dura          | R32   |
| 2   | 21 de enero de 2022      | Abierto de Australia      | Grand Slam | Dura          | 3R    |
| 3   | 12 de febrero de 2022    | San Petersburgo           | WTA 500    | Dura          | SF    |
| 4   | 19 de febrero de 2022    | Dubái                     | WTA 1000   | Dura          | G     |
| 5   | 25 de febrero de 2022    | Doha                      | WTA 1000   | Dura          | SF    |
| 6   | 13 de marzo de 2022      | Indian Wells              | WTA 1000   | Dura          | R64   |
| 7   | 25 de marzo de 2022      | Miami                     | WTA 1000   | Dura          | R64   |
| 8   | 28 de abril de 2022      | Madrid                    | WTA 1000   | Tierra batida | R64   |
| 9   | 10 de mayo de 2022       | Roma                      | WTA 1000   | Tierra batida | R64   |
| 10  | 26 de mayo de 2022       | Roland Garros             | Grand Slam | Tierra batida | 2R    |
| 11  | 16 de junio de 2022      | Birmingham                | WTA 250    | Hierba        | OF    |
| 12  | 25 de junio de 2022      | Eastbourne                | WTA 500    | Hierba        | F     |
| 13  | 3 de julio de 2022       | Wimbledon                 | Grand Slam | Hierba        | OF    |
| 14  | 10 de agosto de 2022     | Toronto                   | WTA 1000   | Dura          | R32   |
| 15  | 17 de agosto de 2022     | Cincinnati                | WTA 1000   | Dura          | R32   |
| 16  | 30 de agosto de 2022     | Abierto de Estados Unidos | Grand Slam | Dura          | 1R    |
| 17  | 25 de septiembre de 2022 | Seúl                      | WTA 250    | Dura          | F     |
| 18  | 28 de septiembre de 2022 | Tallin                    | WTA 250    | Dura          | R32   |
| 19  | 4 de octubre de 2022     | Ostrava                   | WTA 500    | Dura          | R32   |
| 20  | 20 de octubre de 2022    | Guadalajara               | WTA 1000   | Dura          | OF    |

#### 2021
| N.º | Fecha                    | Torneo               | Categoría  | Superficie    | Ronda |
| --- | ------------------------ | -------------------- | ---------- | ------------- | ----- |
| 1   | 3 de febrero de 2021     | Melburne             | WTA 500    | Dura          | OF    |
| 2   | 9 de febrero de 2021     | Abierto de Australia | Grand Slam | Dura          | 1R    |
| 3   | 3 de marzo de 2021       | Doha                 | WTA 1000   | Dura          | OF    |
| 4   | 9 de marzo de 2021       | Dubái                | WTA 1000   | Dura          | R32   |
| 5   | 17 de marzo de 2021      | San Petersburgo      | WTA 500    | Dura          | OF    |
| 6   | 27 de marzo de 2021      | Miami                | WTA 1000   | Dura          | R32   |
| 7   | 22 de abril de 2021      | Stuttgart            | WTA 500    | Tierra batida | OF    |
| 8   | 2 de mayo de 2021        | Madrid               | WTA 1000   | Tierra batida | R32   |
| 9   | 14 de mayo de 2021       | Roma                 | WTA 1000   | Tierra batida | CF    |
| 10  | 31 de mayo de 2021       | Roland Garros        | Grand Slam | Tierra batida | 1R    |
| 11  | 17 de junio de 2021      | Birmingham           | WTA 250    | Hierba        | OF    |
| 12  | 26 de junio de 2021      | Eastbourne           | WTA 500    | Hierba        | G     |
| 13  | 3 de julio de 2021       | Wimbledon            | Grand Slam | Hierba        | 3R    |
| 14  | 9 de agosto de 2021      | Montreal             | WTA 1000   | Dura          | R64   |
| 15  | 19 de agosto de 2021     | Cincinnati           | WTA 1000   | Dura          | OF    |
| 16  | 19 de septiembre de 2021 | Luxemburgo           | WTA 250    | Dura          | F     |
| 17  | 23 de septiembre de 2021 | Ostrava              | WTA 500    | Dura          | OF    |
| 18  | 16 de octubre de 2021    | Indian Wells         | WTA 1000   | Dura          | SF    |
| 19  | 19 de octubre de 2021    | Moscú                | WTA 500    | Dura          | R32   |

#### 2020
| N.º | Fecha                    | Torneo               | Categoría  | Superficie    | Ronda |
| --- | ------------------------ | -------------------- | ---------- | ------------- | ----- |
| 1   | 23 de enero de 2020      | Abierto de Australia | Grand Slam | Dura          | 2R    |
| 2   | 12 de febrero de 2020    | San Petersburgo      | WTA 500    | Dura          | R32   |
| 3   | 26 de febrero de 2020    | Doha                 | WTA 1000   | Dura          | OF    |
| 4   | 14 de septiembre de 2020 | Roma                 | WTA 1000   | Tierra batida | R64   |
| 5   | 24 de septiembre de 2020 | Eastbourne           | WTA 500    | Hierba        | CF    |
| 6   | 3 de octubre de 2020     | Roland Garros        | Grand Slam | Tierra batida | 3R    |
| 7   | 22 de octubre de 2020    | Ostrava              | WTA 500    | Dura          | OF    |

#### 2019
| N.º | Fecha                    | Torneo                    | Categoría             | Superficie    | Ronda |
| --- | ------------------------ | ------------------------- | --------------------- | ------------- | ----- |
| 1   | 1 de enero de 2019       | Shenzhen                  | WTA Internacional     | Dura          | R32   |
| 2   | 8 de enero de 2019       | Sídney                    | WTA Premier           | Dura          | R32   |
| 3   | 14 de enero de 2019      | Abierto de Australia      | Grand Slam            | Dura          | 1R    |
| 4   | 31 de enero de 2019      | San Petersburgo           | WTA Premier           | Dura          | OF    |
| 5   | 13 de febrero de 2019    | Doha                      | WTA Premier           | Dura          | OF    |
| 6   | 18 de febrero de 2019    | Dubái                     | WTA Premier 5         | Dura          | R64   |
| 7   | 10 de marzo de 2019      | Indian Wells              | WTA Premier Mandatory | Dura          | R32   |
| 8   | 22 de marzo de 2019      | Miami                     | WTA Premier Mandatory | Dura          | R64   |
| 9   | 4 de abril de 2019       | Charleston                | WTA Premier           | Arcilla verde | OF    |
| 10  | 10 de abril de 2019      | Bogotá                    | WTA Internacional     | Tierra batida | R32   |
| 11  | 23 de abril de 2019      | Stuttgart                 | WTA Premier           | Tierra batida | R32   |
| 12  | 6 de mayo de 2019        | Madrid                    | WTA Premier Mandatory | Tierra batida | R32   |
| 13  | 14 de mayo de 2019       | Roma                      | WTA Premier 5         | Tierra batida | R64   |
| 14  | 28 de mayo de 2019       | Roland Garros             | Grand Slam            | Tierra batida | 1R    |
| 15  | 21 de junio de 2019      | Birmingham                | WTA Premier           | Hierba        | CF    |
| 16  | 26 de junio de 2019      | Eastbourne                | WTA Premier           | Hierba        | OF    |
| 17  | 1 de julio de 2019       | Wimbledon                 | Grand Slam            | Hierba        | 1R    |
| 18  | 23 de julio de 2019      | Jurmala                   | WTA Internacional     | Tierra batida | R32   |
| 19  | 9 de agosto de 2019      | Toronto                   | WTA Premier 5         | Dura          | CF    |
| 20  | 12 de agosto de 2019     | Cincinnati                | WTA Premier 5         | Dura          | R64   |
| 21  | 31 de agosoto de 2019    | Abierto de Estados Unidos | Grand Slam            | Dura          | 3R    |
| 22  | 13 de septiembre de 2019 | Zhengzhou                 | WTA Premier           | Dura          | OF    |
| 23  | 17 de septiembre de 2019 | Seúl                      | WTA Internacional     | Dura          | R32   |
| 24  | 23 de septiembre de 2019 | Tashkent                  | WTA Internacional     | Dura          | R32   |
| 25  | 30 de septiembre de 2019 | Pekín                     | WTA Premier Mandatory | Dura          | R32   |
| 26  | 13 de octubre de 2019    | Linz                      | WTA Internacional     | Dura          | F     |
| 27  | 20 de octubre de 2019    | Luxemburgo                | WTA Internacional     | Dura          | G     |

## Torneos de dobles por años

### Dobles femeninos

#### 2025
| N.º | Fecha                   | Compañera     | Torneo   | Categoría | Superficie | Ronda |
| --- | ----------------------- | ------------- | -------- | --------- | ---------- | ----- |
| 1   | 30 de diciembre de 2024 | Marta Kostiuk | Brisbane | WTA 500   | Dura       | OF    |

#### 2024
| N.º | Fecha                   | Compañera         | Torneo                    | Categoría  | Superficie    | Ronda |
| --- | ----------------------- | ----------------- | ------------------------- | ---------- | ------------- | ----- |
| 1   | 6 de enero de 2024      | Liudmila Kichenok | Brisbane                  | WTA 500    | Dura          | G     |
| 2   | 11 de enero de 2024     | Liudmila Kichenok | Adelaida                  | WTA 500    | Dura          | SF    |
| 3   | 28 de enero de 2024     | Liudmila Kichenok | Abierto de Australia      | Grand Slam | Dura          | F     |
| 4   | 12 de febrero de 2024   | Liudmila Kichenok | Doha                      | WTA 1000   | Dura          | R32   |
| 5   | 22 de febrero de 2024   | Liudmila Kichenok | Dubái                     | WTA 1000   | Dura          | CF    |
| 6   | 13 de marzo de 2024     | Liudmila Kichenok | Indian Wells              | WTA 1000   | Dura          | CF    |
| 7   | 24 de marzo de 2024     | Liudmila Kichenok | Miami                     | WTA 1000   | Dura          | R32   |
| 8   | 30 de abril de 2024     | Liudmila Kichenok | Madrid                    | WTA 1000   | Tierra batida | CF    |
| 9   | 14 de mayo de 2024      | Liudmila Kichenok | Roma                      | WTA 1000   | Tierra batida | CF    |
| 10  | 3 de junio de 2024      | Liudmila Kichenok | Roland Garros             | Grand Slam | Tierra batida | 2R    |
| 11  | 29 de junio de 2024     | Liudmila Kichenok | Eastbourne                | WTA 500    | Hierba        | G     |
| 12  | 10 de julio de 2024     | Liudmila Kichenok | Wimbledon                 | Grand Slam | Hierba        | CF    |
| 13  | 9 de agosto de 2024     | Liudmila Kichenok | Toronto                   | WTA 1000   | Dura          | OF    |
| 14  | 15 de agosto de 2024    | Liudmila Kichenok | Cincinnati                | WTA 1000   | Dura          | OF    |
| 15  | 6 de septiembre de 2024 | Liudmila Kichenok | Abierto de Estados Unidos | Grand Slam | Dura          | G     |
| 16  | 6 de noviembre de 2024  | Liudmila Kichenok | Riad                      | WTA Finals | Dura          | FG    |

#### 2023
| N.º | Fecha                    | Compañera         | Torneo                    | Categoría  | Superficie    | Ronda |
| --- | ------------------------ | ----------------- | ------------------------- | ---------- | ------------- | ----- |
| 1   | 6 de enero de 2023       | Liudmila Kichenok | Adelaida                  | WTA 500    | Dura          | SF    |
| 2   | 12 de enero de 2023      | Liudmila Kichenok | Adelaida                  | WTA 500    | Dura          | SF    |
| 3   | 19 de enero de 2023      | Liudmila Kichenok | Abierto de Australia      | Grand Slam | Dura          | 1R    |
| 4   | 17 de febrero de 2023    | Liudmila Kichenok | Doha                      | WTA 1000   | Dura          | F     |
| 5   | 24 de febrero de 2023    | Liudmila Kichenok | Dubái                     | WTA 1000   | Dura          | SF    |
| 6   | 14 de marzo de 2023      | Liudmila Kichenok | Indian Wells              | WTA 1000   | Dura          | OF    |
| 7   | 28 de marzo de 2023      | Liudmila Kichenok | Miami                     | WTA 1000   | Dura          | CF    |
| 8   | 17 de abril de 2023      | Liudmila Kichenok | Stuttgart                 | WTA 500    | Tierra batida | OF    |
| 9   | 29 de abril de 2023      | Liudmila Kichenok | Madrid                    | WTA 1000   | Tierra batida | R32   |
| 10  | 17 de mayo de 2023       | Liudmila Kichenok | Roma                      | WTA 1000   | Tierra batida | CF    |
| 11  | 3 de junio de 2023       | Liudmila Kichenok | Roland Garros             | Grand Slam | Tierra batida | 2R    |
| 12  | 24 de junio de 2023      | Liudmila Kichenok | Birmingham                | WTA 250    | Hierba        | SF    |
| 13  | 30 de junio de 2023      | Liudmila Kichenok | Eastbourne                | WTA 500    | Hierba        | SF    |
| 14  | 7 de julio de 2023       | Liudmila Kichenok | Wimbledon                 | Grand Slam | Hierba        | 1R    |
| 15  | 11 de agosto de 2023     | Liudmila Kichenok | Montreal                  | WTA 1000   | Dura          | CF    |
| 16  | 17 de agosto de 2023     | Liudmila Kichenok | Cincinnati                | WTA 1000   | Dura          | OF    |
| 17  | 1 de septiembre de 2023  | Liudmila Kichenok | Abierto de Estados Unidos | Grand Slam | Dura          | 2R    |
| 18  | 15 de septiembre de 2023 | Liudmila Kichenok | San Diego                 | WTA 500    | Dura          | CF    |
| 19  | 2 de octubre de 2023     | Liudmila Kichenok | Pekín                     | WTA 1000   | Dura          | R32   |

#### 2022
| N.º | Fecha                   | Compañera         | Torneo                    | Categoría  | Superficie    | Ronda |
| --- | ----------------------- | ----------------- | ------------------------- | ---------- | ------------- | ----- |
| 1   | 13 de enero de 2022     | Liudmila Kichenok | Sídney                    | WTA 500    | Dura          | CF    |
| 2   | 22 de enero de 2022     | Liudmila Kichenok | Abierto de Australia      | Grand Slam | Dura          | 3R    |
| 3   | 7 de febrero de 2022    | Liudmila Kichenok | San Petersburgo           | WTA 500    | Dura          | OF    |
| 4   | 19 de febrero de 2022   | Liudmila Kichenok | Dubái                     | WTA 1000   | Dura          | F     |
| 5   | 21 de febrero de 2022   | Liudmila Kichenok | Doha                      | WTA 1000   | Dura          | R32   |
| 6   | 11 de marzo de 2022     | Liudmila Kichenok | Indian Wells              | WTA 1000   | Dura          | R32   |
| 7   | 27 de marzo de 2022     | Liudmila Kichenok | Miami                     | WTA 1000   | Dura          | OF    |
| 8   | 5 de mayo de 2022       | Liudmila Kichenok | Madrid                    | WTA 1000   | Tierra batida | SF    |
| 9   | 12 de mayo de 2022      | Karolína Plíšková | Roma                      | WTA 1000   | Tierra batida | OF    |
| 10  | 3 de junio de 2022      | Liudmila Kichenok | Roland Garros             | Grand Slam | Tierra batida | SF    |
| 11  | 19 de junio de 2022     | Liudmila Kichenok | Birmingham                | WTA 250    | Hierba        | G     |
| 12  | 25 de junio de 2022     | Liudmila Kichenok | Eastbourne                | WTA 500    | Hierba        | F     |
| 13  | 8 de julio de 2022      | Liudmila Kichenok | Wimbledon                 | Grand Slam | Hierba        | SF    |
| 14  | 12 de agosto de 2022    | Liudmila Kichenok | Toronto                   | WTA 1000   | Dura          | OF    |
| 15  | 21 de agosto de 2022    | Liudmila Kichenok | Cincinnati                | WTA 1000   | Dura          | G     |
| 16  | 5 de septiembre de 2022 | Liudmila Kichenok | Abierto de Estados Unidos | Grand Slam | Dura          | OF    |
| 17  | 21 de octubre de 2022   | Liudmila Kichenok | Guadalajara               | WTA 1000   | Dura          | CF    |
| 18  | 6 de noviembre de 2022  | Liudmila Kichenok | Fort Worth                | WTA Finals | Dura          | SF    |

#### 2021
| N.º | Fecha                 | Compañera                | Torneo               | Categoría  | Superficie    | Ronda |
| --- | --------------------- | ------------------------ | -------------------- | ---------- | ------------- | ----- |
| 1   | 2 de febrero de 2021  | Liudmila Kichenok        | Melburne             | WTA 500    | Dura          | R32   |
| 2   | 15 de febrero de 2021 | Liudmila Kichenok        | Abierto de Australia | Grand Slam | Dura          | 3R    |
| 3   | 5 de marzo de 2021    | Monica Niculescu         | Doha                 | WTA 1000   | Dura          | F     |
| 4   | 11 de marzo de 2021   | Liudmila Kichenok        | Dubái                | WTA 1000   | Dura          | CF    |
| 5   | 16 de marzo de 2021   | Valériya Savinyj         | San Petersburgo      | WTA 500    | Dura          | OF    |
| 6   | 31 de marzo de 2021   | Liudmila Kichenok        | Miami                | WTA 1000   | Dura          | CF    |
| 7   | 20 de abril de 2021   | Liudmila Kichenok        | Stuttgart            | WTA 500    | Tierra batida | OF    |
| 8   | 7 de mayo de 2021     | Anastasía Pavliuchénkova | Madrid               | WTA 1000   | Tierra batida | SF    |
| 9   | 10 de mayo de 2021    | Liudmila Kichenok        | Roma                 | WTA 1000   | Tierra batida | R32   |
| 10  | 5 de junio de 2021    | Monica Niculescu         | Roland Garros        | Grand Slam | Tierra batida | 3R    |
| 11  | 14 de junio de 2021   | Alicja Rosolska          | Birmingham           | WTA 250    | Hierba        | OF    |
| 12  | 24 de junio de 2021   | Coco Gauff               | Eastbourne           | WTA 500    | Hierba        | CF    |
| 13  | 3 de julio de 2021    | Marta Kostiuk            | Wimbledon            | Grand Slam | Hierba        | 2R    |
| 14  | 11 de agosto de 2021  | Dayana Yastremska        | Montreal             | WTA 1000   | Dura          | OF    |
| 15  | 18 de agosto de 2021  | Jil Teichmann            | Cincinnati           | WTA 1000   | Dura          | OF    |
| 16  | 14 de octubre de 2021 | Liudmila Kichenok        | Indian Wells         | WTA 1000   | Dura          | SF    |

#### 2020
| N.º | Fecha                    | Compañera          | Torneo               | Categoría  | Superficie    | Ronda |
| --- | ------------------------ | ------------------ | -------------------- | ---------- | ------------- | ----- |
| 1   | 28 de enero de 2020      | Gabriela Dabrowski | Abierto de Australia | Grand Slam | Dura          | CF    |
| 2   | 28 de febrero de 2020    | Gabriela Dabrowski | Doha                 | WTA 1000   | Dura          | F     |
| 3   | 17 de septiembre de 2020 | Gabriela Dabrowski | Roma                 | WTA 1000   | Tierra batida | OF    |
| 4   | 24 de septiembre de 2020 | Gabriela Dabrowski | Eastbourne           | WTA 500    | Hierba        | SF    |
| 5   | 4 de octubre de 2020     | Gabriela Dabrowski | Roland Garros        | Grand Slam | Tierra batida | 3R    |
| 6   | 22 de octubre de 2020    | Vera Zvonariova    | Ostrava              | WTA 500    | Dura          | CF    |

#### 2019
| N.º | Fecha                    | Compañera            | Torneo                    | Categoría             | Superficie    | Ronda |
| --- | ------------------------ | -------------------- | ------------------------- | --------------------- | ------------- | ----- |
| 1   | 31 de diciembre de 2018  | Sorana Cîrstea       | Shenzhen                  | WTA Internacional     | Dura          | OF    |
| 2   | 7 de enero de 2019       | Sloane Stephens      | Sídney                    | WTA Premier           | Dura          | OF    |
| 3   | 18 de enero de 2019      | Sorana Cîrstea       | Abierto de Australia      | Grand Slam            | Dura          | 2R    |
| 4   | 30 de enero de 2019      | Renata Voráčová      | San Petersburgo           | WTA Premier           | Dura          | OF    |
| 5   | 15 de febrero de 2019    | Veronika Kudermétova | Doha                      | WTA Premier           | Dura          | SF    |
| 6   | 21 de febrero de 2019    | Kateřina Siniaková   | Dubái                     | WTA Premier 5         | Dura          | CF    |
| 7   | 21 de marzo de 2019      | Danielle Collins     | Miami                     | WTA Premier Mandatory | Dura          | R32   |
| 8   | 4 de abril de 2019       | Darija Jurak         | Charleston                | WTA Premier           | Arcilla verde | OF    |
| 9   | 27 de abril de 2019      | Gabriela Dabrowski   | Stuttgart                 | WTA Premier           | Tierra batida | SF    |
| 10  | 10 de mayo de 2019       | Vera Zvonariova      | Madrid                    | WTA Premier Mandatory | Tierra batida | SF    |
| 11  | 13 de mayo de 2019       | Liudmila Kichenok    | Roma                      | WTA Premier 5         | Tierra batida | R32   |
| 12  | 6 de junio de 2019       | Liudmila Kichenok    | Roland Garros             | Grand Slam            | Tierra batida | CF    |
| 13  | 22 de junio de 2019      | Galina Voskobóyeva   | Birmingham                | WTA Premier           | Hierba        | SF    |
| 14  | 4 de julio de 2019       | Veronika Kudermétova | Wimbledon                 | Grand Slam            | Hierba        | 1R    |
| 15  | 28 de julio de 2019      | Galina Voskobóyeva   | Jurmala                   | WTA Internacional     | Tierra batida | F     |
| 16  | 6 de agosto de 2019      | Liudmila Kichenok    | Toronto                   | WTA Premier 5         | Dura          | R32   |
| 17  | 14 de agosto de 2019     | Liudmila Kichenok    | Cincinnati                | WTA Premier 5         | Dura          | OF    |
| 18  | 4 de septiembre de 2019  | Liudmila Kichenok    | Abierto de Estados Unidos | Grand Slam            | Dura          | CF    |
| 19  | 16 de septiembre de 2019 | Kirsten Flipkens     | Seúl                      | WTA Internacional     | Dura          | OF    |
| 20  | 6 de octubre de 2019     | Dayana Yastremska    | Pekín                     | WTA Premier Mandatory | Dura          | F     |

### Dobles mixtos

#### 2023
| N.º | Fecha               | Compañero            | Torneo               | Categoría  | Superficie    | Ronda |
| --- | ------------------- | -------------------- | -------------------- | ---------- | ------------- | ----- |
| 1   | 24 de enero de 2023 | David Vega Hernández | Abierto de Australia | Grand Slam | Dura          | CF    |
| 2   | 2 de junio de 2023  | David Vega Hernández | Roland Garros        | Grand Slam | Tierra batida | 1R    |

#### 2022
| N.º | Fecha                   | Compañero            | Torneo                    | Categoría  | Superficie | Ronda |
| --- | ----------------------- | -------------------- | ------------------------- | ---------- | ---------- | ----- |
| 1   | 5 de julio de 2022      | Robert Farah         | Wimbledon                 | Grand Slam | Hierba     | CF    |
| 2   | 8 de septiembre de 2022 | David Vega Hernández | Abierto de Estados Unidos | Grand Slam | Dura       | CF    |

#### 2021
| N.º | Fecha                 | Compañero        | Torneo               | Categoría  | Superficie | Ronda |
| --- | --------------------- | ---------------- | -------------------- | ---------- | ---------- | ----- |
| 1   | 14 de febrero de 2021 | Matwé Middelkoop | Abierto de Australia | Grand Slam | Dura       | 1R    |

#### 2020
| N.º | Fecha               | Compañero    | Torneo               | Categoría  | Superficie | Ronda |
| --- | ------------------- | ------------ | -------------------- | ---------- | ---------- | ----- |
| 1   | 28 de enero de 2020 | Leander Paes | Abierto de Australia | Grand Slam | Dura       | 2R    |

#### 2019
| N.º | Fecha               | Compañero        | Torneo    | Categoría  | Superficie | Ronda |
| --- | ------------------- | ---------------- | --------- | ---------- | ---------- | ----- |
| 1   | 14 de julio de 2019 | Robert Lindstedt | Wimbledon | Grand Slam | Hierba     | F     |

## Estilo de juego y entrenadores

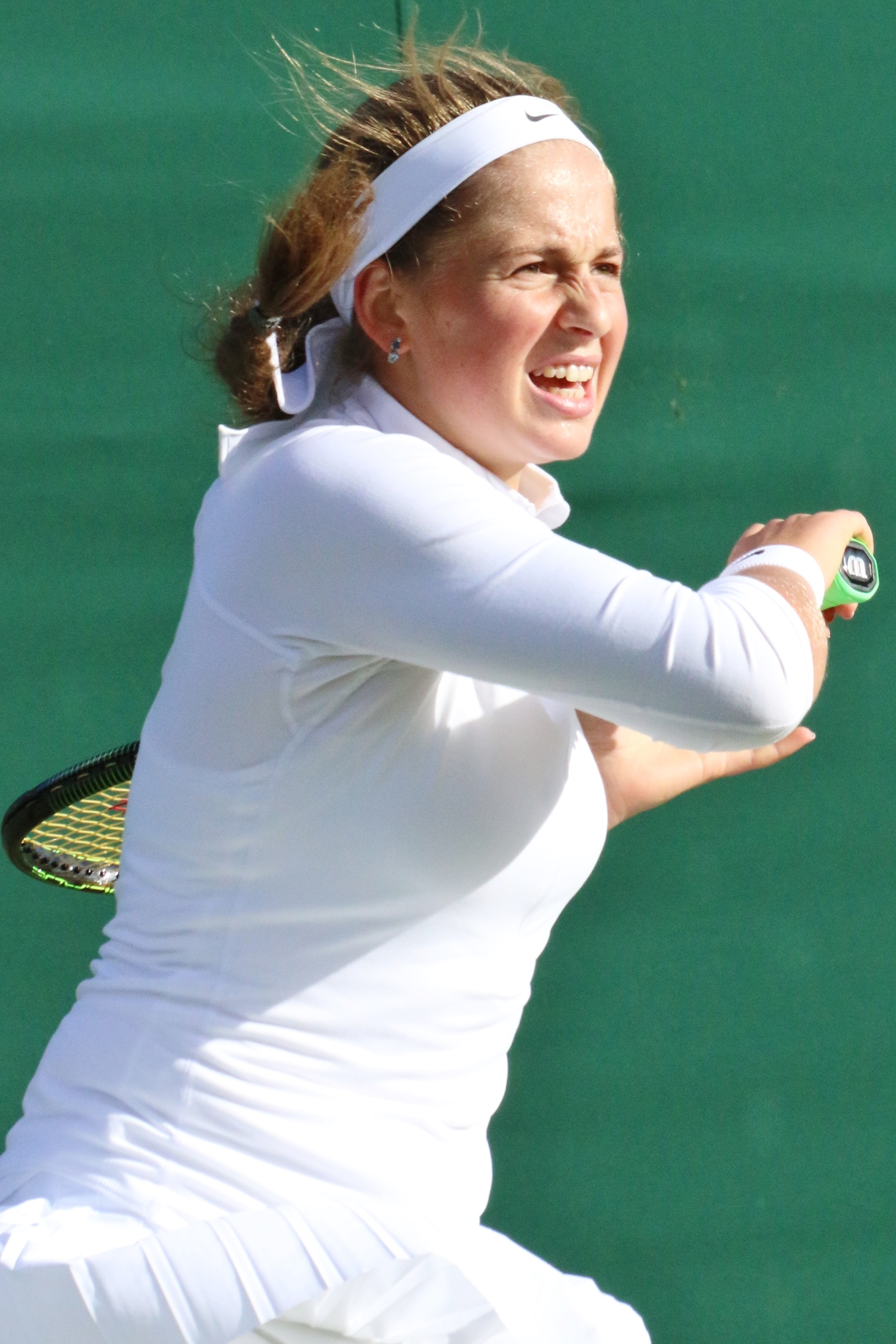
Ostapenko en Wimbledon 2016.

Ostapenko basa su tenis en la agresividad, tanto en sus golpes como en su mentalidad. Juega principalmente en el fondo de la pista, usando su potencia, tanto de derecha como de revés, para mover a sus rivales, generar espacios y definir con tiros ganadores, ya sean paralelos o cruzados. Su potencia de golpes es tal, que en Roland Garros 2017, la velocidad promedio de su derecha superó a la de Andy Murray, número 1 del mundo en el ranking ATP en aquel momento y, después de su partido de cuartos de final, se le comparó con Monica Seles.
Suele arriesgar mucho sus tiros, buscando golpear las líneas y definir los puntos de la manera más rápida posible. Aquello le permite realizar una gran cantidad de tiros ganadores por partido. En el torneo anteriormente mencionado, llegó a conectar casi 300 tiros de este tipo, 54 solo en la final, una cifra escalofriante, tratándose de un torneo de tierra batida, donde no suelen abundar los tiros ganadores.
Por el contrario, sus debilidades se basan en su gran cantidad de errores no forzados, que suelen casi equiparar el número de sus tiros ganadores, por el riesgo de su juego. En la final de su conquista en el Grand Slam parisino, llegó a igualar el número de tiros ganadores. Este punto desfavorable de su juego, ha lastrado su progreso como tenista. También tiene el servicio como deuda pendiente. Posee un primer saque plano y potente, y un segundo saque con efecto pero débil. Por el hecho de arriesgar también en esta variante, suele cometer muchas dobles faltas y tener partidos con varios juegos con quiebres en contra. El año 2016 llegó a ser la segunda tenista con más dobles faltas en el circuito, con 259, solo por debajo de Kristina Mladenovic, que conectó 4 dobles faltas más que la letona.
También suele tener un carácter fuerte dentro de las pistas. Si bien posee una fortaleza mental marcada, esta le pasa la cuenta con ciertas actitudes y gestos en sus partidos, donde suele gritar, moverse de un lado a otro o lanzar sus raquetas. Esto le ha traído problemas con otras tenistas, que la acusan de tener un mal comportamiento dentro de la cancha. Además, sus desconcentraciones le cuestan partidos en los que tiene una clara ventaja a su favor.
En cuanto a sus entrenadores, desde sus inicios es entrenada por su madre y su padre, el que actúa también como su preparador físico. Desde abril de 2017, fue entrenada por la española Anabel Medina Garrigues, con la que consiguió ganar Roland Garros. En octubre del mismo año, anunciaron la ruptura de su vínculo, a raíz de la contratación de la entrenadora española para capitanear el equipo de Fed Cup de su país.

## Raquetas e indumentaria
Jeļena usa bolsos y raquetas Wilson de la línea Blade, específicamente la Wilson Blade 98, generalmente con cuerdas Luxilon 4G 125 de 17 gramos. Vistió toda su carrera con la marca Nike hasta marzo de 2017, donde terminó su vínculo con la empresa estadounidense y firmó un nuevo contrato con Adidas.
| Período   | Proveedor |
| --------- | --------- |
| 2010-2017 | Nike      |
| 2017-     | Adidas    |

| Período | Patrocinador |
| ------- | ------------ |
| 2010-   | Wilson       |

## Torneos de Grand Slam
Roland Garros 2017

## Clasificación histórica
| Torneos                   | 2012         | 2013         | 2014         | 2015         | 2016         | 2017         | 2018         | 2019         | 2020         | 2021         | 2022         | G–P   | Títulos | %    |
| ------------------------- | ------------ | ------------ | ------------ | ------------ | ------------ | ------------ | ------------ | ------------ | ------------ | ------------ | ------------ | ----- | ------- | ---- |
| Grand Slam                |              |              |              |              |              |              |              |              |              |              |              |       |         |      |
| Abierto de Australia      | A            | A            | A            | A            | 1R           | 3R           | 3R           | 1R           | 2R           | 1R           | 3R           | 7–7   | 0       | 50 % |
| Roland Garros             | A            | A            | A            | Q1           | 1R           | 'G'          | 1R           | 1R           | 3R           | 1R           |              | 9–5   | 1       | 64 % |
| Wimbledon                 | A            | A            | A            | 2R           | 1R           | CF           | SF           | 1R           | NC           | 3R           |              | 12–6  | 0       | 67 % |
| Abierto de Estados Unidos | A            | A            | A            | 2R           | 1R           | 3R           | 3R           | 3R           | A            | A            |              | 7–5   | 0       | 58 % |
| G–P                       | 0–0          | 0–0          | 0–0          | 2–2          | 0–4          | 15–3         | 9–4          | 2–4          | 3–2          | 2–3          | 2–1          | 35–23 | 1       | 60 % |
| Juegos Olímpicos          |              |              |              |              |              |              |              |              |              |              |              |       |         |      |
| Juegos Olímpicos          | A            | No Celebrado | No Celebrado | No Celebrado | 1R           | No Celebrado | No Celebrado | No Celebrado | No Celebrado | 1R           | NC           | 0–2   | 0       | 0 %  |
| Torneos Finales de Año    |              |              |              |              |              |              |              |              |              |              |              |       |         |      |
| WTA Tour Championships    | A            | A            | A            | A            | A            | RR           | A            | A            | A            | A            |              | 1–2   | 0       | 33 % |
| WTA Elite Trophy          | A            | A            | A            | A            | A            | A            | A            | A            | A            | A            |              | 0–0   | 0       | 0 %  |
| Torneos WTA 1000          |              |              |              |              |              |              |              |              |              |              |              |       |         |      |
| Dubái / Doha              | A            | A            | A            | A            | F            | 1R           | 2R           | 1R           | 3R           | 2R           |              | 7–5   | 0       | 80 % |
| Indian Wells              | A            | A            | A            | A            | A            | 2R           | 3R           | 3R           | NC           | SF           |              | 8–4   | 0       | 67 % |
| Miami                     | A            | A            | A            | A            | Q1           | 1R           | F            | 2R           | NC           | 3R           |              | 7–4   | 0       | 64 % |
| Madrid                    | A            | A            | A            | A            | 1R           | A            |              |              | NC           |              |              | 0–1   | 0       | 0 %  |
| Roma                      | A            | A            | A            | A            | 3R           | 2R           | SF           | 1R           | 2R           | 1R           |              | 3–5   | 0       | 38 % |
| Canadá                    | A            | A            | A            | A            | 1R           | 1R           | 2R           | 1R           | NC           | 2R           |              | 4–5   | 0       | 44 % |
| Cincinnati                | A            | A            | A            | A            | 2R           | 1R           | 2R           | 2R           | NC           | 2R           |              | 4–4   | 0       | 50 % |
| Wuhan / Tokio             | A            | A            | A            | A            | 1R           | SF           | A            | 2R           | No Celebrado | No Celebrado | No Celebrado | 3–2   | 0       | 60 % |
| Pekín                     | A            | A            | A            | A            | 1R           | SF           | A            | F            | No Celebrado | No Celebrado | No Celebrado | 6–3   | 0       | 67 % |
| WTA 500                   |              |              |              |              |              |              |              |              |              |              |              |       |         |      |
| Brisbane                  | A            | A            | A            | A            | A            | A            | 0–0          | 0            | 0 %          |              |              |       |         |      |
| Sídney                    | A            | A            | A            | A            | Q1           | A            | 0–0          | 0            | 0 %          |              |              |       |         |      |
| Amberes                   | No Celebrado | No Celebrado | No Celebrado | A            | No Celebrado | No Celebrado | 0–0          | 0            | 0 %          |              |              |       |         |      |
| San Petersburgo           | No Premier   | No Premier   | No Premier   | No Premier   | 1R           | 1R           | 0–2          | 0            | 0 %          |              |              |       |         |      |
| Dubái / Doha              | A            | A            | A            | A            | Q2           | A            | 0–0          | 0            | 0 %          |              |              |       |         |      |
| París                     | A            | A            | A            | No Celebrado | No Celebrado | No Celebrado | 0–0          | 0            | 0 %          |              |              |       |         |      |
| Charleston                | A            | A            | A            | A            | A            | F            | 5–1          | 0            | 83 %         |              |              |       |         |      |
| Stuttgart                 | A            | A            | A            | A            | A            | Q3           | 0–0          | 0            | 0 %          |              |              |       |         |      |
| Bruselas                  | A            | A            | No Celebrado | No Celebrado | No Celebrado | No Celebrado | 0–0          | 0            | 0 %          |              |              |       |         |      |
| Birmingham                | A            | A            | A            | A            | CF           | A            | 2–1          | 0            | 66 %         |              |              |       |         |      |
| Eastbourne                | A            | A            | A            | A            | 2R           | 3R           | 3–2          | 0            | 60 %         |              |              |       |         |      |
| Stanford                  | A            | A            | A            | A            | 1R           | A            | 0–1          | 0            | 0 %          |              |              |       |         |      |
| San Diego                 | A            | A            | No Celebrado | No Celebrado | No Celebrado | No Celebrado | 0–0          | 0            | 0 %          |              |              |       |         |      |
| New Haven                 | A            | A            | A            | A            | 2R           | A            | 1–1          | 0            | 50 %         |              |              |       |         |      |
| Tokio                     | Premier 5    | Premier 5    | A            | A            | A            | A            | 0–0          | 0            | 0 %          |              |              |       |         |      |
| Moscú                     | Q1           | A            | A            | Q2           | 1R           | A            | 0–1          | 0            | 0 %          |              |              |       |         |      |
| Estadísticas WTA          |              |              |              |              |              |              |              |              |              |              |              |       |         |      |
| Torneos Jugados           | 1            | 0            | 1            | 10           | 28           | 21           | 61           | 61           | 61           |              |              |       |         |      |
| Títulos                   | 0            | 0            | 0            | 0            | 0            | 2            | 2            | 2            | 2            |              |              |       |         |      |
| Finales                   | 0            | 0            | 0            | 1            | 1            | 1            | 3            | 3            | 3            |              |              |       |         |      |
| Dura (G-P)                | 0–1          | 0–0          | 1–1          | 13–6         | 14–20        | 22–14        | 50–42        | 50–42        | 54 %         |              |              |       |         |      |
| Tierra Batida (G-P)       | 0–0          | 0–0          | 0–0          | 2–2          | 2–4          | 21–4         | 25–10        | 25–10        | 71 %         |              |              |       |         |      |
| Hierba (G-P)              | 0–0          | 0–0          | 0–0          | 3–2          | 4–4          | 5–2          | 12–8         | 12–8         | 60 %         |              |              |       |         |      |
| Total G-P                 | 0–1          | 0–0          | 1–1          | 18–10        | 20–28        | 47–18        | 87–60        | 87–60        | 59 %         |              |              |       |         |      |
| Estadísticas ITF          |              |              |              |              |              |              |              |              |              |              |              |       |         |      |
| Torneos Jugados           | 6            | 7            | 16           | 10           | 0            | 0            | 0            | 0            | 0            | 0            | 39           | 39    | 39      |      |
| Títulos                   | 1            | 2            | 3            | 1            | 0            | 0            | 0            | 0            | 0            | 0            | 7            | 7     | 7       |      |
| Finales                   | 0            | 0            | 1            | 2            | 0            | 0            | 0            | 0            | 0            | 0            | 3            | 3     | 3       |      |
| Dura (G-P)                | 6–4          | 14–3         | 13–8         | 17–4         | 0–0          | 0–0          | 0–0          | 0–0          | 0–0          | 0–0          | 50–19        | 50–19 | 72 %    |      |
| Tierra Batida (G-P)       | 6–2          | 2–2          | 29–5         | 8–4          | 0–0          | 0–0          | 0–0          | 0–0          | 0–0          | 0–0          | 45–13        | 45–13 | 77 %    |      |
| Hierba (G-P)              | 0–0          | 0–0          | 0–0          | 1–1          | 0–0          | 0–0          | 0–0          | 0–0          | 0–0          | 0–0          | 1–1          | 1–1   | 50 %    |      |
| Total G-P                 | 12–6         | 16–5         | 42–13        | 26–9         | 0–0          | 0–0          | 96–33        | 96–33        | 74 %         |              |              |       |         |      |
| Estadísticas Totales      |              |              |              |              |              |              |              |              |              |              |              |       |         |      |
| Dura (G-P)                | 6–5          | 14–3         | 14–9         | 30–10        | 14–20        | 22–14        | 100–61       | 100–61       | 62 %         |              |              |       |         |      |
| Tierra Batida (G-P)       | 6–2          | 2–2          | 29–5         | 10–6         | 2–4          | 21–4         | 70–23        | 70–23        | 75 %         |              |              |       |         |      |
| Hierba (G-P)              | 0–0          | 0–0          | 0–0          | 4–3          | 4–4          | 5–2          | 13–9         | 13–9         | 59 %         |              |              |       |         |      |
| Total G-P                 | 12–7         | 16–5         | 43–14        | 44–19        | 20–28        | 48–20        | 183-93       | 183-93       | 183-93       |              |              |       |         |      |
| %                         | 63 %         | 76 %         | 75 %         | 69 %         | 41 %         | 70 %         | 66,3 %       | 66,3 %       | 66,3 %       |              |              |       |         |      |
| Ranking                   | 892          | 672          | 308          | 79           | 44           | 7            | 22           | 44           | 44           | 28           |              | N/A   | N/A     | N/A  |

- Actualizado hasta el 30 de octubre (WTA Finals 2017).

Notas
1. ↑  Las estadísticas de partidos ganados y perdidos mostradas en los torneos solo consideran partidos en cuadros principales. Las estadísticas WTA, ITF y Totales, consideran todos los partidos jugados por Ostapenko en su carrera (incluidos los de fase de clasificación).
2. ↑  El primer evento Premier 5 del año se ha ido turnando entre Dubái y Doha desde 2009. Dubái estuvo clasificado como Premier 5 de 2009 a 2011, y luego lo estuvo Doha de 2012 a 2014. Desde 2015, ambos torneos empezaron alternar dicha categoría anualmente, intercambiando entre Premier 5 y Premier, empezando por Dubái desde ese año.
3. ↑  El torneo de Tokio fue de categoría Premier 5 hasta el año 2013. A partir del año 2014, fue degradado a la categoría Premier, introduciéndose en su lugar, el torneo de Wuhan.
4. ↑  Se exceptúan los partidos jugados en Fed Cup.